# Un desig gran, gran
"Un desig gran, gran" (títol original en anglès "The Big Tall Wish") és el vint-i-setè episodi de la sèrie de televisió d’antologia La Dimensió Desconeguda, amb una partitura original de Jerry Goldsmith. Es va emetre originalment el 8 d'abril de 1960 a CBS. Aquest va ser un dels pocs episodis de Twilight Zone amb actors negres en papers principals, una raresa per a la televisió nord-americana de l'època. Ha estat doblat al català i emès per TV3.

## Narració d'obertura
| « | En aquest racó de l'univers, un lluitador anomenat Bolie Jackson, de 183 lliures i a una hora i mitja d'una remuntada al St. Nick's Arena. El Sr. Bolie Jackson, que, segons els estàndards de la seva professió, és una relíquia envellida i sobre la muntanya del que va ser, i que ara veu el reflex d'un home que ha deixat massa peces de la seva joventut en massa estadis per massa anys abans de massa gent cridant. El senyor Bolie Jackson, que podria fer bé a buscar una mica de màgia suau al vidre de superfície dura que el mira de nou. | » |

## Argument
El boxejador Bolie Jackson passa temps abans d'un combat de remuntada amb el seu jove amic Henry Temple, el fill petit de la veïna de Bolie, Frances. Henry diu que demanarà "el desig més gran i més alt" per a Bolie, que després marxa al combat. Després que Bolie colpeja accidentalment la paret i es lesiona els artells en una discussió entre bastidors, continua amb el combat de totes maneres. És assolit i a punt de ser comptat, quan, de sobte, canvia màgicament de lloc amb l'altre boxejador. Bolie ara es troba davant del seu oponent vençut.
Bolie celebra la seva victòria, encara que no entén què va passar. Recorda que l'han tombat i no recorda haver tornat a aixecar-se per guanyar, ni pot esbrinar per què els seus artells se senten bé; pensa que només s'han d'haver cremat. El seu gerent està perplex per què Bolie creu que va ser derrotat i explica que això no va passar.
En tornar a casa, Henry té una explicació del que va passar. Henry li explica a Bolie el desig que va fer durant el combat i que es va fer realitat. Bolie no pot acceptar això, però Henry li adverteix que només vol tenir poder si la gent hi creu. Bolie li diu a Henry que ha desitjat l'èxit durant tota la seva vida, però només té cicatrius per mostrar-ho. Henry demana a Bolie que cregui en el desig, però Bolie insisteix que no pot. De sobte, és transportat de nou al combat, estirat a la lona després de la seva caiguda, i l'àrbitre acaba de comptar-lo.
Ni Bolie ni Henry tenen cap record del resultat alternatiu. Henry recorda haver fet el desig més gran que podia a Bolie, però com que no va funcionar, declara amb lament que no demanarà més desitjos. "La màgia no existeix, oi?" li pregunta en Bolie. "Suposo que no, Henry", respon Bolie amb tristesa. "O potser... potser hi ha màgia. I potser també hi ha desitjos. Suposo que el problema és... suposo que el problema és que no hi ha prou gent al voltant per creure".

## Narració de cloenda
| « | Sr. Bolie Jackson, 183 lliures, que va deixar una segona oportunitat estirat en un munt sobre una tela esquitxada de colofonia a l'Arena de St. Nick. El senyor Bolie Jackson, que comparteix la dolència més comuna de tots els homes, l'estranya i perversa inclinació a creure en un miracle, el tipus de miracle que surt de la ment d'un nen petit, potser només es troba a la Dimensió Desconeguda. | » |

## Repartiment
- Ivan Dixon com a Bolie Jackson
- Stephen Perry com a Henry Temple
- Kim Hamilton com a Frances Temple
- Walter Burke com a Joe Mizell
- Charles Horvath com a Joey Consiglio
- Carl McIntire com a locutor